# Венера 3
Венера 3 е автоматичен космически апарат, изстрелян от СССР на 16 ноември 1965 г. 04:16 стандартно време с цел изследване на Венера. Основната цел на мисията е сблъсък с повърхността на планетата. Сондата се състои от орбитален отсек и спускаем апарат. Спускаемият апарат представлява сфера с диаметър 0,9 м. Венера 3 е оборудвана с радиокомуникационна система, множество инструменти за събиране на различни данни и слънчеви панели. На 26 декември 1965 г. е извършена корекция на траекторията. Тогава станцията е на разстояние около 13 милиона км от Земята. На 1 март 1966 г. апаратът се разбива на място от повърхността на Венера с координати приблизително -20º до 20º сев. ш. и 60º до 80º изт. д., като става първият космически апарат достигнал повърхността на друга планета от Слънчевата система. Преди сблъсъка с Венера настъпва повреда и не са предадени измервания преди навлизането в атмосферата ѝ.